# 道志村立道志小学校
道志村立道志小学校（どうしそんりつ どうししょうがっこう）は、山梨県南都留郡道志村池之原にある公立小学校。

## 概要
- 本校は、道志村唯一の小学校で、2017年度から道志中学校との小中一体型の校舎となっている。

## 沿革
- 1875年（明治8年）5月 - 長幡学校と称し、長幡神社の拝殿を仮校舎として、長幡学校として開校。
- 1876年（明治9年） - 善之木学校と久保学校の両学校創立。
- 1886年（明治19年） - 長幡学校を道志尋常小学校と改称し、善之木分教場・唐沢分教場・久保分教場を置いて、1校3分教場となる。
- 1891年（明治24年） - 善之木・唐沢・久保の各分教場が、善之木尋常小学校・唐沢尋常小学校・長幡尋常小学校久保分教場と改称し、3校1分教場とる。
- 1906年（明治37年） - 長幡尋常小学校久保分教場が、独立して久保尋常小学校と改称し、4校となる。
- 1910年（明治43年） - 月夜野分教場を設置。
- 1920年（大正9年） - 村内全校を統一（月夜野・久保・唐沢・善之木の各尋常小学校が本校の分校となる）。
- 1941年（昭和16年）4月1日 - 国民学校令により、道志国民学校と改称。善之木・唐沢・久保・月夜野分教場を置き、1校4分教場となる。
- 1947年（昭和22年）4月1日 - 学制改革により、道志村立道志小学校と改称し、善之木分校・唐沢分校・久保分校・月夜野分校を置き、1校4分校となる。
- 1950年（昭和25年） - 道志小学校PTA設立。
- 1961年（昭和36年） - 善之木分校が善之木小学校として、唐沢分校が唐沢小学校として、それぞれ独立し、3校2分校となる。同年、道志小学校校舎落成。
- 1962年（昭和37年） - 久保分校校舎落成、
- 1979年（昭和54年） - 屋内運動場完成。
- 1986年（昭和61年） - 久保分校鉄筋二階校舎落成。
- 1991年（平成3年） - 給食完全実施。
- 1999年（平成11年）4月 - 3校1分校が閉校し、新たに統合「道志小学校」を設置。校舎は、（旧）道志小学校とした。
- 2001年（平成13年）
  - 3月 - （新）道志小学校の校旗樹立・校歌制定。
  - 12月 - 芝生広場の造成。
- 2005年（平成17年）8月 - 校舎と体育館との渡り廊下を芝生広場に設置。
- 2007年（平成19年）
  - 5月 - 図書室コンピュータシステム導入、手作り机・椅子購入。
  - 8月 - 体育館耐震工事完了。
- 2008年（平成20年）8月 - 合併浄化槽設置工事完了。
- 2009年（平成21年）3月 - 児童用コンピューター導入（コンピューター室）。
- 2010年（平成22年）
  - 1月 - 各教室へ大型テレビ導入。
  - 11月 - 桜の苗木植樹。
- 2011年（平成23年）
  - 4月 - 体育館ステージ看板設置。
  - 8月 - 廊下張り替え工事。
- 2012年（平成24年）
  - 1月 - 放送室改築工事。
  - 8月 - 緊急地震速報受信システム設置。
- 2013年（平成25年）
  - 1月 - 太陽光パネル付外灯設置（駐車場・体育館）。
  - 3月 - 特別支援教室改装。
- 2014年（平成26年）11月 - ドングリプロジェクト開始。
- 2017年（平成29年）
  - 3月25日[1] - 小中一体型校舎完成。
  - 4月1日 - 小中一体型校舎での授業が開始。また、県教委指定「県小中連携研究推進校」（～平成31年・令和元年度）

## 学区
- 道志村全域

## 周辺
- 道志中学校 - 同一建物内
- 道志村国保診療所
- 村デイサービス
- 道志川
- 国道413号 - 道志川を挟んだ対岸側

## アクセス
- 富士山麓電気鉄道富士急行線都留市駅から、富士急行バス月夜野線で、「道志小中学校前」バス停まで、46分（逆方向のバスで、都留市駅前までは、47分～50分）
  - ただし、運行本数は僅少である。
- 富士急行バス道志線「道志小学校前」バス停下車。 
  - ただし、運行は、平日朝夕の2本のみで、「道志小中学校前」発「道志小学校前」行である[2]。